# Campnosperma auriculatum
Campnosperma auriculatum är en sumakväxtart som först beskrevs av Carl Ludwig von Blume, och fick sitt nu gällande namn av Joseph Dalton Hooker. Campnosperma auriculatum ingår i släktet Campnosperma och familjen sumakväxter. Inga underarter finns listade i Catalogue of Life.